# Призант, Хаим
Ха́им При́зант (идиш חיים פּריזאַנט‎, англ. Hyman Prizant; 1 мая 1892, Кишинёв, Бессарабская губерния — 17 января 1947, Лос-Анджелес) — американский актёр еврейского театра на идише, композитор-песенник.

## Биография
Хаим-Нухим Призант родился 1 мая (по старому стилю) 1892 года в многодетной семье и был старшим сыном отставного солдата, художника-оформителя Овши-Мордхе Идэ-Шаевича Призанта (1863—1905) и его жены Марьем-Бейлы Шмулевны Клейман (1869—?) в Кишинёве. У него были две сестры и пятеро братьев. Учился в хедере, затем в русской гимназии, был синагогальным певчим и хористом. В 1905 году, вскоре после Кишинёвского погрома, уехал с отцом в Америку. Поначалу жил в Филадельфии, где отец устроился декоратором, но после скоропостижной смерти отца в том же году один вернулся в Россию. Работал декоратором, уже в 1905 году начал выступать с куплетами и в постановке пьесы А. Гольдфадена «Бобэ Яхнэ» (Баба-Яга) в кишинёвском любительском театре Ичеле Шварца.
В 1906 году самостоятельно уехал в Лондон, где присоединился к водевильной труппе Леона Бергера и братьев Чижик, которая выступала в Кристен Стрит Холл. Зарабатывал на жизнь случайными подработками пока не был принят в профессиональную труппу Мойше-Довида Ваксмана в Павильон-театре, затем также в труппу Зигмунда Файнмана, где дебютировал в роли Сэмьюэля в пьесе Я. Гордина «Крейцерова соната» и Мотэле в «Бог, человек и дьявол». С труппой М.-Д. Ваксмана гастролировал в Париже в Театре Сен-Дени, затем в Ахене, Ганновере, Дюссельдорфе, Лейпциге, Франкфурте и Берлине с труппой братьев Левенталь. В Бад-Наухайме был арестован за участие в «нигилистической постановке» и выслан в Россию.
В 1910 году вступил в кишинёвскую труппу Фукельмана, где впервые стал исполнителем главных ролей, в том числе в спектакле по пьесе Ракова «Мудрец», путешествовал с труппой Золотницкого по городкам и местечкам Бессарабской губернии и Румынии, выступал куплетистом в одесском театре Собсея, а с 1912 года — артистом одесского театра «Новости». В 1913 году выступал с труппами Сэма Адлера, Коневского-Харлампа и Житомирского, в конце года попал в Бельгию с труппой Эстер Воллерштейн, там же выступал у Спиваковского и Мориса Аксельрода. В январе 1914 года перебрался в Америку, где к нему присоединились мать и брат. Выступал в нью-йоркском Манхэттэн-Лайсиум в пьесе Абрама Блума «Вечная борьба», путешествовал по Америке с труппой Лео Ларгмана.
В 1916 году поступил в Кливленде в Глоуб-театр Эстер Воллерштейн и Исидора Леша, где играл в пьесе последнего «Район красных фонарей». В 1917 году — в бостонском Гранд-Опера Хаус у Якова Калиха и Дайны Файнман, в 1919—1921 годах — в Чикаго, в 1924 году — Метрополитан-театр Элвинга в Ньюарке (Нью-Джерси), в 1925 году — на гастролях в Париже, Антверпене, Брюсселе и Бухаресте. В 1926 году в труппе Йосефа Кеслера в бронкском МакКинли Сквер театре, в 1927 году — у Майка Томашевского в Гарден-театр в Филадельфии, в 1928 году — в Пиплс-театр Литмана в Детройте. В 1930 году — в Лондоне, 1931 году — в Буэнос-Айресе в театре Эксельсиор в пьесе «Сладкие моменты». В 1932 году руководил Фигаро Плэй-Хаус в Лос-Анджелесе. В 1933—1935 годах гастролировал в лондонском Павильон-театре, в Поли драматик-театре в Париже в комедии Хомского «Мендл-банкрот», затем в Румынии (Бухарест, Черновицы, Яссы, Кишинёв, в последнем — в помещении городской филармонии).
В 1936 году играл в Бруклине в Хопкинсон-театре, в 1937 году — в Буэнос-Айресе в постановке пьес Штейнберга «Жена на день» и Сигала «Галицианская свадьба» в театре Митрэ. Сезон 1937—1938 годов провёл в нью-йоркском Паблик-театре с Мали Пикон и Аароном Лебедевым, 1938—1939 год — вновь в Буэнос-Айресе (Митрэ) и в Монтевидео (Театр-Солейль). В 1940 году руководил труппой театра Мейсон Опера-Хаус в Лос-Анджелесе, в 1942 году — режиссёр Манхэттэн-театра в Кливленде, в 1943—1945 годах был директором и постановщиком в чикагском Даглас-Парк театре. Умер от сердечного приступа, похоронен на кладбище Hollywood Forever в Лос-Анджелесе.
Хаим Призант — автор музыки и слов к театральным постановкам, в том числе к шлягеру «Ди гринэ кузинэ» (Кузина из новых иммигрантов). Последняя была написана Х. Призантом и Эйбом Шварцем в 1917 году для постановки в нью-йоркском Гранд-театре и в 1921 году стала предметом судебного разбирательства по вопросу авторских прав. Песня стала настолько популярна, что только в 1922 году, когда Призанту удалось получить копирайт, было осуществлено 10 её грамзаписей различными исполнителями и она по сей день входит в репертуар различных клезмерских коллективов. Другая известная песня Призанта «Чепэ ништ» (не придирайся).

## Семья
Дочь — адвокат Джейн Призант Гилман (Jane Prizant Gilman, 1927—2000), с 1952 года жена Бенджамина Гилмана (1922—2016) — представителя штата Нью-Йорк в палате представителей США от республиканской партии. Их дочь — Сьюзен Призант Гилман-Хартс (Susan Prizant Gilman-Harts), телепродюсер.
Вторая жена (с 1929 года) — актриса еврейского театра Сара Филлер (1891—1965).

## Галерея
- Фотопортрет Хаима Призанта
- Хаим Призант в сцене из спектакля (недоступная ссылка)
- Нотное издание «Ди гринэ кузинэ» (1922)
- Х. Призант с группой актёров